# Golzen
Golzen este o comună din landul Saxonia-Anhalt, Germania.